# Armanda degli Abbati
Armanda degli Abbati, citata anche come Armanda degli Abbati-Campodonico (Roma, 10 gennaio 1879 – Karaganda, 25 ottobre 1946), è stata un mezzosoprano italiano naturalizzato estone.
Dopo aver solcato i teatri d'opera in Italia, Sudamerica e Russia, nel 1926 si stabilì in Estonia dove divenne una famosa pedagoga vocale insegnando a una generazione di cantanti lirici estoni. Venne deportata dall'Estonia durante l'occupazione sovietica della seconda guerra mondiale e si presume sia deceduta in un campo di prigionia a Karaganda.

## Biografia
degli Abbati intraprende gli studi di canto lirico nella sua città natale, Roma, dove fa il suo esordio artistico come solista nel dicembre 1894, in un concerto di Giovanni Pierluigi da Palestrina all'Accademia Filarmonica Romana. Nel gennaio 1896, al Teatro dell'Opera di Roma, le viene affidato il ruolo di Madeleine nella prima dell'opera Fadette composta da Dario De Rossi. Più tardi, nello stesso anno, è apparsa al Teatro Mercadante di Napoli, riprendendo il ruolo di Madeleine e creando il ruolo di Mara Nastagia nella prima de La collana di Pasqua di Gaetano Luporini. Di ritorno a Roma, tra il 1897 e il 1898 interpreta Ortrud nel Lohengrin al Teatro dell'Opera, e nel 1898 come Kaled nel Le Roi de Lahore di Jules Massenet e come Urbain in Gli ugonotti di Giacomo Meyerbeer. Successivamente fu ingaggiata dal Teatro alla Scala di Milano per la stagione 1898-1899, dove i suoi ruoli includevano Meg Page nel Falstaff di Giuseppe Verdi e anche arie di Kaled e Urbain.
All'estero degli Abbati era presente in tournée con compagnie italiane operanti in Sudamerica, dove le sue interpretazioni hanno incluso Amneris in Aida di Verdi al Teatro Lyrico di Rio de Janeiro nel 1899 e sia Brangäne nel Tristano e Isotta di Richard Wagner che Tescheretta ne Il Medio Evo Latino di Ettore Panizza al Teatro de la Opera di Buenos Aires nel 1901.
Si esibì in varie epoche anche nell'allora Impero russo tra il 1900 e il 1902, in particolare al Teatro Nazionale di Odessa. Vladimir Žabotinskij ha scritto di alcune delle sue esibizioni del 1901 a Odessa per l'Odesskie Novosti e l'ha incontrata attraverso il suo amico, il giovane rivoluzionario Vsevolod Lebedintsev. Žabotinskij in seguito scrisse nelle sue memorie che Lebedintsev "divise il suo tempo e il suo entusiasmo tra i suoi tre ideali: lo studio dell'astronomia all'università, le serate nell'opera italiana, e anche l'amore con la giovane cantante Armanda degli Abbati."
Gli anni successivi, dal 1902 al 1904, videro Degli Abbati assumere ed interpretare ruoli sempre più importanti. Cantò Cristina ne Il voto e i ruoli principali in Fedora e nella Carmen al teatro Bellini a Napoli nel 1902, Gertrude in Hamlet al Teatro Adriano a Roma nel 1903 e infine la Principessa di Bouillon in Adriana Lecouvreur al Teatro Massimo di Palermo nel 1904. Nel 1904 annunciò sia il suo matrimonio, a Roma, con Attilio Campodonico, sia la sua volontà di ritirarsi dalla scena operistica: l'occasione fu Musica e musicisti nel 1904. Dopo il suo matrimonio apparì ad occasionali concerti e tenne lezioni a Genova, presso il suo studio in Piazza Giustiniani. Successivamente, negli anni 20, insegnò canto a Roma e divenne membro del circolo russo locale. Ritornò nei teatri nel luglio 1921 per prendere parte come protagonista nella Nadeida di Francesco Marcacci al Teatro Adriano.
Nel 1926 il tenore estone Karl Ots, studente della degli Abbati a Roma, convinse il ministro dell'Istruzione del suo paese ad invitare la sua maestra a Tallinn per insegnare canto. Una volta giunta in Estonia, Degli Abbati decise di stabilirvisi permanentemente, aprendo uno studio personale:degli Abbati formò così un'intera generazione di lirici estoni. Assieme ai suoi studenti organizzò concerti e compose per loro alcune opere che avrebbero cantato ai concerti.
Durante l'occupazione sovietica dell'Estonia venne arrestata nel 1941 e deportata in un campo di prigionia a Karaganda, attuale Kazakistan, dove si crede possa essere morta nel 1946; l'ultima comunicazione nota è una lettera ad uno dei suoi studenti in Estonia, datata 27 agosto 1946.

### Annotazioni
1. ↑  Non dev'essere confusa con il mezzosoprano argentino Armanda Campodonico (1879–1933)

### Fonti
1. ↑  Eesti Entsüklopeedia 2017, Abbati, Armanda degli.
2. ↑  La Rassegna musicale (1939). Vol. 12, p. 217.
3. ↑   Gherardo Casaglia, 2 Dicembre 1897 e 9 Aprile 1898, in Almanacco Amadeus, 2005. URL consultato il 14 maggio 2022 (archiviato dall'url originale il 13 aprile 2013).
4. ↑  Libretti d'opera. Dario De Rossi: Fadette, notes to libretti 5223 and 5224. Università degli Studi di Padova. Retrieved 4 December 2017 (IT) .
5. ↑  Gonçalves, Augusto de Freitas Lopes (1975). Dicionário histórico e literário do teatro no Brasil, Vol. 1, p. 55. Livraria Editora Cátedra (PT)
6. ↑  Jabotinsky, Vladimir; translation and notes by Brian Horowitz and Leonid Katsis (2015). Vladimir Jabotinsky's Story of My Life , pp. 8; 64; 127. Wayne State University Press. ISBN 081434139X
7. ↑  La Settimana (20 July 1902) and (10 August 1902), pp. 222; 453.
8. ↑  Chuilon, Jacques (2009). Mattia Battistini: King of Baritones and Baritone of Kings. p. 352. Scarecrow Press. ISBN 0810867273
9. ↑  Musica e musicisti (1904), p. 454. Quote: "A Roma, la valente artista lirica signora Armanda degli Abbati, col cav. Attilio Campodonico. La sposa si ritira dalle scene"
10. ↑  Marinaro, Egidio (2011). “Omaggio a Francesco Marcacci”, Mostra Documentaria Archiviato il 6 dicembre 2017 in Internet Archive., pp. 11–12. Comune di Montorio al Vomano
11. ↑  Garnier, G.L. (22 July 1921). "Italie". Le Ménestrel, p. 306